# Чырвоным па Белым
Чырвоным па Белым (Червоним по Білому, Червоним на Білому) — білоруський реп-гурт.

## Історія
Гурт з'явився на світ у кінці 2004 року. Тоді засновник Krou та Slavko записали свій перший альбом «Актуальная Тэматыка», яка, не зважаючи на її не вельми високу якість звуку (запис проводився у звичайній квартирі на звичайному комп'ютері), стала справжнім проривом у білоруській музиці. Запис розповсюджувався тільки Інтернетом.
Треба зазначити, що з самого початку гурт був вельми секретним. Хлопці взагалі нічого про себе не розповідали. На світлинах не можна було побачити їхні обличчя. Кроу виступав тільки і винятково у масці. Зустрітися з ним у житті було справжнім чудом. Ніхто не знав, хто він і звідки. Зрозуміти таке переховування можна, послухавши їх творчість. Сильні, дуже щирі політично-соціальні тексти давали зрозуміти небайдужість учасників до ситуації у країні, але так само показували їх велику любов до Батьківщини.
Результати праці «Чырвоным па Белым» можна послухати у перших двох альбомах «Актуальная Тэматыка» і «Вулічныя Байцы». Жорсткі, тверді, прямолінійні тексти нікого не лиши байдужим, тому зрозумілим стає популярність проекту. Згідно зі статистикою сайту, де були викладені перші їх праці, слухачів зібралося близько 42 000. Це не враховуючи того, що більшість робила копії та роздавала своїм знайомим.
Так чи інакше, ЧпБ не зупинилися на досягнутому. Одразу взялися за роботу над другим альбомом — «Вулічныя Байцы». Тут можна одразу зазначити великий крок уперед. Це стосується майже усього. Видно, що хлопці навчилися на своїх помилках і використали ці знання. Біти, які робив Slavko, відзначалися цікавим звучанням, більшою різностайністю, продуманим змістом. Тексти зробилися цікавішими, несли глибший переказ, мали небанальні рими і одночасно хапали за душу. Видно також поліпшення вокалу.
Перед виходим четвертого альбому «Крывавы Сакавік» (2007) шеренги ЧпБ поповнилися новими учасниками. Долучилися молоді виконавці з Білорусі Realize, Zeman, Jaycop та відомий DJ з Польщі DJ Spox. В альбом увійшла пісня «UA 4 BY» з київськими реперами Епіцентр Унії та Сашком Положинським. Альбом присвячено протестам у березні 2006 року.
«Чырвоным па Белым» є піонером білоруськомовного репу. На сьогодні це найвідоміший білоруський реп-гурт і часом один з найвизначніших хіп-хоп гуртів Білорусі.

## Дискографія

### Альбоми
- Актуальная Тэматыка
- Вулічныя Байцы
- Найлепшае 2004—2005
- Крывавы Сакавік

### Сумісні проекти
- Песьні свабоды[be-x-old] (2006)
- Чарнобыльскі вецер[be-x-old] (2006)
- Песьні свабоды-2[be-x-old] (2006)
- Прэм'ер Тузін 2006[be-x-old] (2006)
- Песьні свабоды-3[be-x-old] (2006)